# 1865 في المملكة المتحدة
فيما يلي قوائم الأحداث التي وقعت خلال عام 1865 في المملكة المتحدة.

## سياسة

### تعيين في المنصب
- 29 أكتوبر – جون رسل رئيس وزراء المملكة المتحدة.

### انتهاء فترة المنصب
- 18 أكتوبر – لورد بالمرستون رئيس وزراء المملكة المتحدة.
- 3 نوفمبر – جون رسل وزير الدولة للشؤون الخارجية وشؤون الكومنولث [الإنجليزية]‏.

## ظهور
- 1 يناير – صندوق استكشاف فلسطين
- 16 يناير – جمعية الرياضيات في لندن

## مواليد

### يناير
- 11 يناير – جورج هاربر
- 13 يناير – ماري أميرة أورليان فنانة فرنسية.

### فبراير
- 9 فبراير – السيدة باتريك كامبل

### مارس
- 21 مارس – هربرت فيشر سياسي بريطاني.
- 24 مارس – جون ميليه

### أبريل
- 27 أبريل – أرشيبالد ليتش مهندس معماري بريطاني.

### يونيو
- 3 يونيو – جورج الخامس ملك المملكة المتحدة

### أغسطس
- 1 أغسطس – كاثرين إيمي داوسون سكوت
- 11 أغسطس – هانا تشابلن

### سبتمبر
- 28 سبتمبر – أميلي أميرة أورليان ملكة البرتغال قرينة.

### أكتوبر
- 12 أكتوبر – آرثر هاردن

### نوفمبر
- 6 نوفمبر – وليم بوغ ليشمان

### ديسمبر
- 4 ديسمبر – إديث كافيل ممرضة من المملكة المتحدة.

## وفيات

### يناير
- 31 يناير – هيو فالكونر (مواليد 1808)

### فبراير
- 6 فبراير – إيزابيلا بيتون (مواليد 1836)

### أبريل
- 30 أبريل – روبرت فيتزروي (مواليد 1805)

### مايو
- 27 مايو – تشارلز واترتون (مواليد 1782) مستكشف من المملكة المتحدة.

### يونيو
- 5 يونيو – جون ريتشاردسون (مواليد 1787)
- 8 يونيو – جوزيف باكستون (مواليد 1803)

### يوليو
- 25 يوليو – جيمس بيري (مواليد 1795)

### أغسطس
- 12 أغسطس – ويليام هوكر (مواليد 1785)

### سبتمبر
- 8 سبتمبر – وليام هنري سميث (مواليد 1788)

### أكتوبر
- 18 أكتوبر – لورد بالمرستون (مواليد 1784) سياسي بريطاني.

### نوفمبر
- 1 نوفمبر – جون لندلي (مواليد 1799)
- 12 نوفمبر – إليزابيث غاسكل (مواليد 1810)